# Jurijs Andrejevs
Jurijs Andrejevs (ur. 16 stycznia 1957 w Rydze, Łotewska SRR) – łotewski piłkarz, grający na pozycji obrońcy, trener piłkarski.

## Kariera piłkarska

### Kariera klubowa
W 1976 roku rozpoczął karierę piłkarską w klubie Daugava Ryga. Potem występował w Jūrnieks Ryga, Progress Ryga, Celtnieks Ryga, Alfa Ryga i Enerģija Ryga, gdzie zakończył karierę piłkarza.

## Kariera trenerska
Karierę szkoleniowca rozpoczął w latach 80. XX wieku. Najpierw pracował jako asystent trenera w Daugavię Ryga. W latach 1994–1995 prowadził Pārdaugavę Ryga. Od 2004 do 2005 trenował Skonto Ryga. Od 17 października 2004 do 28 marca 2007 prowadził reprezentację Łotwy. W latach 2007–2008 trenował Liepājas Metalurgs.

## Sukcesy i odznaczenia

### Sukcesy piłkarskie
Alfa
- mistrz Łotewskiej SRR: 1985

### Sukcesy trenerskie
Skonto
- mistrz Łotwy: 2004
- finalista Pucharu Łotwy: 2004
- zdobywca Livonia Cup: 2004, 2005

Łotwa
- zdobywca King's Cup: 2005